# Acropiesta
Acropiesta is een geslacht van vliesvleugelige insecten uit de familie Diapriidae.

## Soorten
- A. flaviventris (Thomson, 1859)
- A. flexinervis Macek, 1998
- A. macrocera (Thomson, 1859)
- A. micans Macek, 1998
- A. nigrocincta Kieffer, 1909
- A. nitida (Thomson, 1859)
- A. pseudosciarivora Macek, 1998
- A. radialis Hellen, 1964
- A. radiatula (Thomson, 1859)
- A. rufiventris Kieffer, 1909
- A. sciarivora (Kieffer, 1907)
- A. seticornis (Kieffer, 1910)
- A. xanthura Kieffer, 1912